# 서울청년회
서울청년회는 일제강점기 1920년대에 사회주의 청년 단체이다.

## 같이 보기
- 서울청년회 야구단
- 서울청년회 축구단